# Бенцвайлер
Бенцвайлер (нем. Benzweiler) — община в Германии, в земле Рейнланд-Пфальц. 
Входит в состав района Рейн-Хунсрюк. Подчиняется управлению Райнбёллен.  Население составляет 205 человек (на 31 декабря 2010 года). Занимает площадь 3,19 км².

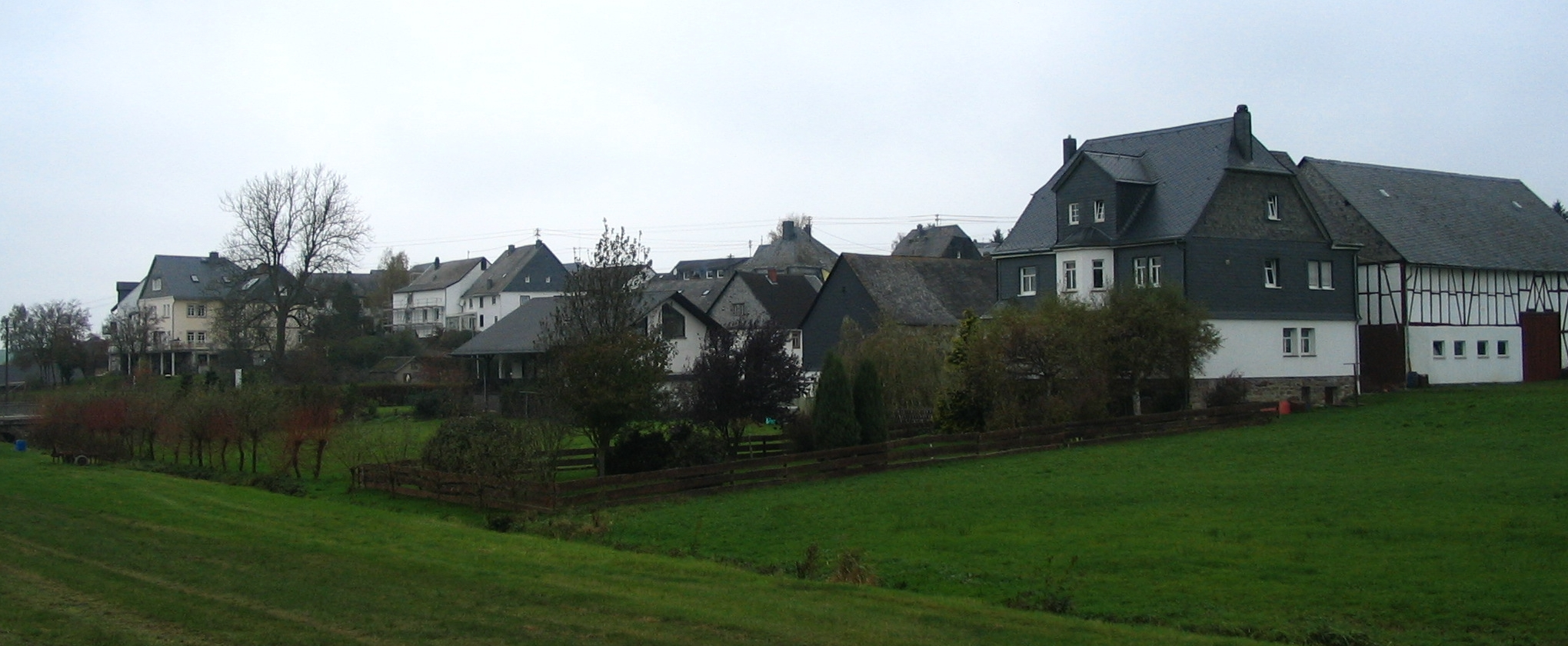
Бенцвайлер